# Czefurzy raus!
Czefurzy raus! (słń. Čefurji raus!) – słoweńska powieść napisana przez reżysera, scenarzystę, felietonistę, poetę i pisarza Gorana Vojnovicia, wydana w roku 2008 przez wydawnictwo Študentska založba w Lublanie. Na podstawie książki powstał monodram wyreżyserowany przez Marko Bulca oraz film pełnometrażowy (2013).
Powieść doczekała się wielu wydań oraz przekładów na języki: chorwacki, bośniacki, serbski, szwedzki i czeski. Utwór został przetłumaczony w roku 2010 także na język polski przez Tomasza Łukaszewicza. W polskim wydaniu powieści Czefurzy raus! znalazł się dodatkowy rozdział, którego nie było w pierwotnej wersji. Autor napisał go po skandalu policyjnym dotyczącym rzekomego oczerniania policji przez autora.

## Opis fabuły
Główny bohater Marko Đorđić trenuje koszykówkę, chodzi do technikum, spotyka się ze znajomymi, mieszka z rodziną na Fužinach (osiedle w Lublanie zamieszkane przede wszystkim przez czefurów, ludzi pochodzących z krajów byłej Jugosławii, głównie Bośni) i sam jest czefurem. W czasie wakacji jeździ do Bośni, a w ciągu roku szkolnego spotyka się z przyjaciółmi. Adi, Aco, Dejan także są czefurami. Razem przesiadują na ławkach przed blokiem na Fužinach i rozmawiają, razem oglądają mecze Arsenalu i Barcelony u Dejana, piją i palą, (czasem także marihuanę) oraz rozwiązują problemy życia codziennego. Ojciec Marka, Radovan, i mama Ranka przyjechali z Bośni, szukając w Słowenii lepszego życia. W niedziele, kiedy wszyscy są w domu, większość czasu się kłócą, dlatego Marko spędza niedzielne popołudnia przed blokiem z przyjaciółmi. Jego ojciec jest z niego dumny i chodzi na wszystkie mecze koszykówki; ma nadzieję, że Marko zostanie profesjonalnym graczem, dlatego nie zwraca uwagi na trudności, jakie jego syn ma w nauce. Sytuacja się komplikuje, kiedy Marko przestaje trenować i nie wie, jak o tym powiedzieć ojcu. Kiedy upija się z przyjaciółmi i zakłóca porządek w autobusie, zostaje razem z nimi zatrzymany przez policję, wywieziony za miasto i pobity. Ponieważ Aco w wyniku akcji ma złamaną rękę, chce się zemścić na kierowcy, który wezwał policję i prosi Marka o pomoc. Gdy udaje im się wyśledzić kierowcę Damjanoviča, Aco bije go do nieprzytomności, mimo że Marko chce temu zapobiec. Gdy uciekają do domu, spotykają Adiego i Dejana, który mówi, że jego rodzice zdecydowali się na rozwód i czeka go przeprowadzka. Marko i Adi podpalają kontener na śmieci, a gdy obserwują akcję strażaków, schodzi do nich Radovan i zabiera syna do mieszkania. Każe mu się spakować na jutrzejszy pociąg do Bośni. Gdy się żegnają na dworcu, Marko dowiaduje się, że kierowca wciąż jest w śpiączce i nie wiadomo, czy przeżyje. W pociągu bohater rozmyśla o swoim dotychczasowym i przyszłym życiu.

## Interpretacje
Powieść porusza problem dorastania, a także wyobcowania poza ojczyzną czy raczej braku prawdziwej ojczyzny. Napisana ze sporą dozą humoru opisuje trudności nastolatka, ale także wszystkich czefurów, ludzi, którzy, mimo że mieszkają w Słowenii, posługują się swoistą mieszanką języka ojczystego i słoweńskiego; którzy nie są uznawani za Słoweńców, ale też w rodzinnych stronach nie są już „swoi”.

## Nagrody literackie
Powieść zdobyła w roku 2009 prestiżową Nagrodę Prešerna, a czasopismo Delo uznało utwór za najlepszą powieść roku. 

## Nagrody filmowe
- 23 Międzynarodowy Festiwal Filmowy w Cottbus(nagroda za najlepszą rolę męską)
- 4 Festiwal Filmów Europy Południowo-Wschodniej (Festival des cinémas du Sud-Est Européen-SEE à Paris), 2014, (nagroda za scenariusz)
- Festiwal Filmowy w Prisztinie (Kosowo), 2014 (nagroda jury dziennikarzy)

## Wydania
- słoweńskie – 2008
- chorwackie – 2009
- serbskie – 2010
- polskie – 2010
- czeskie – 2011